# David di Donatello 2005
La 50a edició dels premis David di Donatello, concedits per l'Acadèmia del Cinema Italià va tenir lloc el 29 d’abril de 2005 a Roma. La gala fou transmesa per Rai Uno.

## Guanyadors

### Millor pel·lícula
- Le conseguenze dell'amore, dirigida per Paolo Sorrentino
- Certi bambini, dirigida per Andrea e Antonio Frazzi
- Le chiavi di casa, dirigida per Gianni Amelio
- Cuore sacro, dirigida per Ferzan Özpetek
- Manuale d'amore, dirigida per Giovanni Veronesi

### Millor director
- Paolo Sorrentino - Le conseguenze dell'amore
- Gianni Amelio - Le chiavi di casa
- Davide Ferrario - Dopo mezzanotte
- Andrea i Antonio Frazzi - Certi bambini
- Ferzan Özpetek - Cuore sacro

### Millor director novell
- Saverio Costanzo - Private
- Paolo Franchi - La spettatrice
- David Grieco - Evilenko
- Stefano Mordini - Provincia meccanica
- Paolo Vari i Antonio Bocola - Fame chimica

### Millor argument
- Paolo Sorrentino - Le conseguenze dell'amore
- Gianni Amelio, Sandro Petraglia i Stefano Rulli - Le chiavi di casa
- Gianni Romoli i Ferzan Özpetek - Cuore sacro
- Davide Ferrario - Dopo mezzanotte
- Ugo Chiti, Giovanni Veronesi - Manuale d'amore

### Millor productor
- Rosario Rinaldo - Certi bambini
- Aurelio De Laurentiis - Manuale d'amore
- Davide Ferrario - Dopo mezzanotte
- Elda Ferri - Alla luce del sole
- Domenico Procacci i Nicola Giuliano - Le conseguenze dell'amore

### Millor actriu
- Barbora Bobuľová - Cuore sacro
- Sandra Ceccarelli - La vita che vorrei
- Valentina Cervi - Provincia meccanica
- Maria de Medeiros - Il resto di niente
- Maya Sansa - L'amore ritrovato

### Millor actor
- Toni Servillo - Le conseguenze dell'amore
- Stefano Accorsi - Provincia meccanica
- Giorgio Pasotti - Dopo mezzanotte
- Kim Rossi Stuart - Le chiavi di casa
- Luca Zingaretti - Alla luce del sole

### Millor actriu no protagonista
- Margherita Buy - Manuale d'amore
- Erika Blanc - Cuore sacro
- Lisa Gastoni - Cuore sacro
- Giovanna Mezzogiorno - L'amore ritorna
- Galatea Ranzi - La vita che vorrei

### Millor actor no protagonista
- Carlo Verdone - Manuale d'amore
- Johnny Dorelli - Ma quando arrivano le ragazze?
- Silvio Muccino - Manuale d'amore
- Raffaele Pisu - Le conseguenze dell'amore
- Fabio Troiano - Dopo mezzanotte

### Millor músic
- Riz Ortolani - Ma quando arrivano le ragazze?
- Paolo Buonvino - Manuale d'amore
- Pasquale Catalano - Le conseguenze dell'amore
- Andrea Guerra - Cuore sacro
- Franco Piersanti - Le chiavi di casa

### Millor cançó original
- Christmas in love, de Tony Renis - Christmas in love
- Fame chimica - Fame chimica
- Gioia e rivoluzione - Lavorare con lentezza
- Manuale d'amore, de Paolo Buonvino - Manuale d'amore
- Ma quando arrivano le ragazze?, de Riz Ortolani - Ma quando arrivano le ragazze?

### Millor fotografia
- Luca Bigazzi - Le conseguenze dell'amore
- Tani Canevari - Manuale d'amore
- Arnaldo Catinari - La vita che vorrei
- Dante Cecchin - Dopo mezzanotte
- Gianfilippo Corticelli - Cuore sacro

### Millor escenografia
- Andrea Crisanti - Cuore sacro
- Giancarlo Basili - L'amore ritrovato
- Francesca Bocca - Dopo mezzanotte
- Marco Dentici - La vita che vorrei
- Beatrice Scarpato - Il resto di niente

### Millor vestuari
- Daniela Ciancio - Il resto di niente
- Maria Rita Barbera - La vita che vorrei
- Catia Dottori - Cuore sacro
- Gianna Gissi - L'amore ritrovato
- Gemma Mascagni - Manuale d'amore

### Millor muntatge
- Claudio Cutry - Certi bambini
- Claudio Cormio - Dopo mezzanotte
- Claudio Di Mauro - Manuale d'amore
- Giogiò Franchini - Le conseguenze dell'amore
- Patrizio Marone - Cuore sacro
- Simona Paggi - Le chiavi di casa

### Millor enginyer de so directe
- Alessandro Zanon - Le chiavi di casa
- Mario Dallimonti - Alla luce del sole
- Gaetano Carito i Pierpaolo Merafino - Manuale d'amore
- Marco Grillo - Cuore sacro
- Daghi Rondanini i Emanuele Cecere - Le conseguenze dell'amore

### Millors efectes especials visuals
- Grande Mela - Dopo mezzanotte
- Paola Trisoglio i Stefano Marinoni - Alla luce del sole
- Proxima - L'amore ritorna
- E.D.I.: Pasquale Croce i Roberto Mestroni - Occhi di cristallo
- Apocalypse - I tre volti del terrore

### Millor documental
- Un silenzio particolare, dirigida per Stefano Rulli
- I dischi del sole, dirigida per Luca Pastore
- In viaggio con Che Guevara, dirigida per Gianni Minà
- Passaggi di tempo - Il viaggio di Sonos 'e Memoria, dirigida per Gianfranco Cabiddu
- I ragazzi della Panaria, dirigida per Nello Correale

### Millor curtmetratge
- Aria, dirigida per Claudio Noce (ex aequo)
- Lotta libera, dirigida per Stefano Viali (ex aequo)
- Mio fratello Yang, dirigida per Massimiliano i Gianluca De Serio
- O' guarracino, dirigida per Michelangelo Fornaro
- Un refolo, dirigida per Giovanni Arcangeli

### Millor pel·lícula de la Unió Europea
- Mar adentro, dirigida per Alejandro Amenábar
- Les Choristes, dirigida per Christophe Barratier
- El mercader de Venècia (The Merchant of Venice), dirigida per Michael Radford
- Vera Drake, dirigida per Mike Leigh
- Gegen die Wand, dirigida per Fatih Akın

### Millor pel·lícula estrangera
- Million Dollar Baby (Million Dollar Baby), dirigida per Clint Eastwood
- 2046 (2046), dirigida per Wong Kar-wai
- Bin-jip (Binjip), dirigida per Kim Ki-duk
- Hotel Rwanda (Hotel Rwanda), dirigida per Terry George
- Ray (Ray), dirigida per Taylor Hackford

### Premi Piemont Torí Olímpic
- Certi bambini, dirigida per Andrea i Antonio Frazzi

### Premi David Jove
- Alla luce del sole, dirigida per Roberto Faenza

### David especial
- Carlo Azeglio Ciampi
- Tom Cruise
- Mario Monicelli
- Dino Risi
- Cecchi Gori Group